# أغنية رثاء اليمن

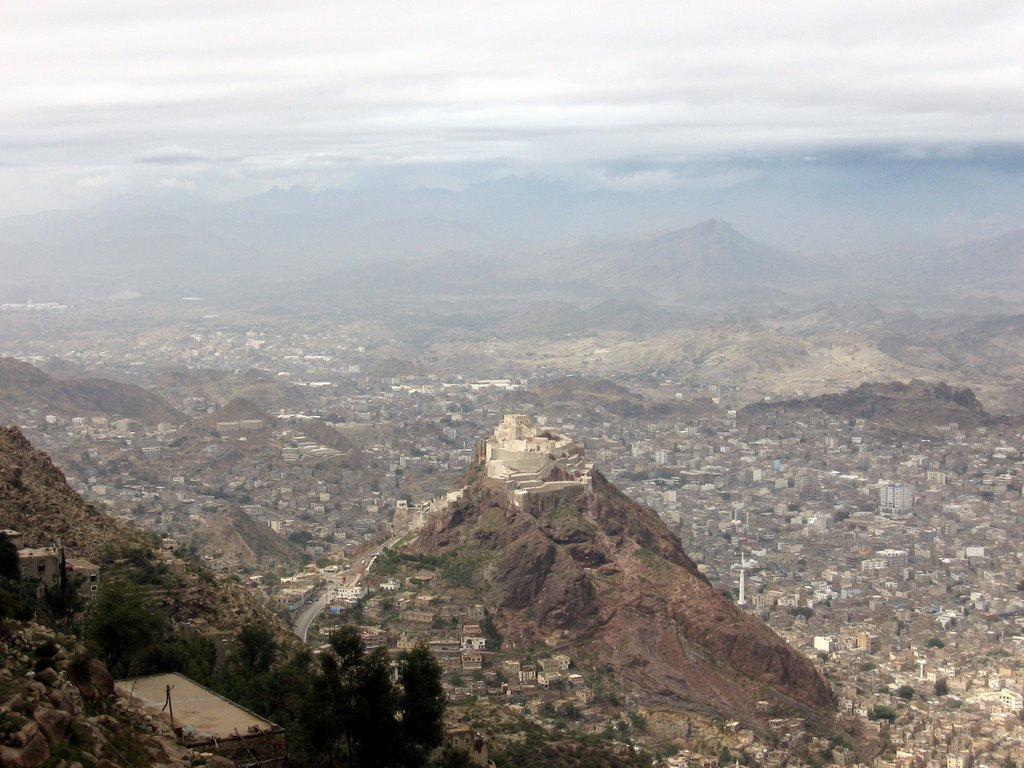
قلعة القاهرة على جبل صبر، والتي كانت تستخدم في الحروب بين المطهر وأوزدمير أوغلو عثمان باشا عام 1569 وكانت تحت الحكم العثماني لفترة. مدينة تعز في الخلفية.

أغنية رثاء اليمن (بالتركية: Yemen Türküsü) هي أغنية شعبية تركية (türkü تعني أغنية شعبية تركية) تتحدث عن الجنود الأتراك الذين تم إرسالهم إلى اليمن في الحرب العالمية الأولى لخوض المعارك ضد المملكة المتحدة والأئمة الزيود. حيث توجه الأتراك إلى اليمن من معمورة العزيز، وهي مدينة في شرق تركيا. لكن ماتوا جميعا في اليمن. لذلك بعد هذه المأساة، كتب أهالي معمورة العزيز أغنية اليمن عن ذكريات وفاة الجنود في اليمن.

## كلمات الاغنية
كلمات الأغنية باللغة التركية والعربية: 
| Havada bulut yok bu ne dumandır Mahlede ölü yok bu ne şivandır Şu Yemen elleri ne de yamandır Ah o Yemen'dir gülü çemendir Giden gelmiyor acep nedendir Burası huştur yolu yokuştur Giden gelmiyor acep ne iştir Kışlanın önünde çalınır sazlar Ayağı yalınayak yüreğim sızlar Yemen'e gidene ağlıyor kızlar Ah o Yemen'dir gülü çemendir Giden gelmiyor acep nedendir Burası huştur yolu yokuştur Giden gelmiyor acep ne iştir Kışlanın önünde redif sesi var Bakın çantasına aceb nesi var Bir çift kundurası bir de fesi var Ah o Yemen'dir gülü çemendir Giden gelmiyor acep nedendir Burası huştur yolu yokuştur Giden gelmiyor acep ne iştir Kışlanın önünde geziyor kazlar Elim kolum ağrır yüreğim sızlar Yemen'e gidene ağlıyor kızlar Ah o Yemen'dir gülü çemendir Giden gelmiyor acep nedendir Burası huştur yolu yokuştur Giden gelmiyor acep ne iştir Kışlanın önünde bir binek taşı Yoklama yapıyor bizim binbaşı Sefere giderler çavuş onbaşı Ah o Yemen'dir gülü çemendir Giden gelmiyor acep nedendir Burası huştur yolu yokuştur Giden gelmiyor acep ne iştir | ليس هناك سحب في الجو، ما هذا الدخان؟ لم يمت أحد في الحي لم هذا الصراخ ؟ تلك الأراضي اليمنية لم هي وعرة جدا آه يالهذه اليمن.. لقد سحقت زهرتها من يذهب اليها لا يعود أتعجب لماذا ؟ هنا قلعة «هوش» (قلعة عثمانية بين تعز وصنعاء) الطريق إليها متعرج إلى أعلى من يذهب اليها لا يعود اتساءل عن السبب ؟ البزق يعزف من أمام الثكنات انه ليوجع قلبي بأنه حافي القدمين الفتيات يبكين على من ذهب إل اليمن آه يالهذه اليمن زهراتها الحلبة من يذهب اليها لا يعود أتعجب لماذا؟ هنا قلعة هوش الطريق إليها متعرج إلى أعلى من يذهب اليها لا يعود اتساءل عن السبب؟ من أمام الثكنات .. يأتي صوت جندي احتياط انظروا ماذا يوجد في حقيبته حذاؤه وطربوش أحمر .. آه يالهذه اليمن زهراتها الحلبة من يذهب اليها لا يعود أتعجب لماذا؟ هنا قلعة هوش الطريق إليها متعرج إلى أعلى من يذهب اليها لا يعود اتساءل عن السبب؟ الأوز يتجول أمام الثكنات يدي وذراعاي وقلبي المتألم يرتعشان الفتيات يبكين على من ذهب إلى اليمن آه يالهذه اليمن زهراتها الحلبة من يذهب اليها لا يعود أتعجب لماذا؟ هنا قلعة هوش الطريق إليها متعرج إلى أعلى من يذهب اليها لا يعود اتساءل عن السبب؟ أمام الثكنة عربة تجرها الخيول قائدنا يوزع المهام اننا ذاهبون أيها الرقيب آه يالهذه اليمن زهراتها الحلبة من يذهب اليها لا يعود أتعجب لماذا؟ هنا قلعة هوش الطريق إليها متعرج إلى أعلى من يذهب اليها لا يعود اتساءل عن السبب؟ 1. |